# Слуцкий, Борис Абрамович
Бори́с Абра́мович Слу́цкий (7 мая 1919, Славянск — 23 февраля 1986, Тула) — русский поэт и переводчик.

## Биография
Родился 17 мая 1919 года в Славянске в еврейской семье (в этом городе жила семья его матери). Отец, стародубский мещанин Аврам-Лейвик Мовшевич-Нохимович (Абрам Наумович) Слуцкий (1891, Понорница, Кролевецкий уезд Черниговской губернии — ?), был мелким служащим; мать, Шендель Абе-Ицковна (Александра Абрамовна) Слуцкая (урождённая Резникова, 1895—?), дочь бахмутского мещанина, — преподавательницей музыки. Семья отца происходила из Стародуба Черниговской губернии. Родители заключили брак 15 сентября 1918 года в Харькове. У Бориса Слуцкого были младшие брат Ефим (Хаим, 1922—1995) и сестра Мария. В семье говорили на идише и обучали детей древнееврейскому языку. Двоюродный брат Меир Слуцкий (Амит) в 1962—1963 годах возглавлял военную разведку Израиля, а затем до 1968 года — Моссад.
В 1922 году вместе с родителями и братом переехал из Славянска в Харьков, где семья поселилась на Конной площади, дом № 10. Некоторое время учился в Музыкальной школе имени Бетховена. В 1937—1941 годах учился в Московском юридическом институте (выпускные экзамены не сдавал), одновременно с 1939 года — в Литературном институте имени А. М. Горького (окончил в 1941 году, в первые дни войны). Участвовал в поэтическом семинаре И. Л. Сельвинского, где сблизился с группой молодых поэтов (М. Кульчицкий, П. Коган, С. Наровчатов, Д. Самойлов). В марте 1941 года опубликовал первые стихи.
Во время Великой Отечественной войны с июня 1941 года — рядовой 60-й стрелковой бригады, затем служил секретарём и военным следователем в дивизионной прокуратуре. С осени 1942 года — инструктор, с апреля 1943 года — старший инструктор политотдела 57-й армии. Несмотря на то, что был политработником, постоянно лично ходил в разведпоиски. На фронте был тяжело ранен. В конце войны участвовал в формировании властей и новых партий в Венгрии и Австрии. Войну закончил в звании гвардии майора. Стихи во время войны писал лишь эпизодически. В 1943 году, будучи на фронте, вступил в ВКП(б).
В августе 1946 года из-за тяжёлых головных болей (вероятно, результат незалеченной контузии) комиссован, признан инвалидом 2-й группы. Следующие два года провёл в основном в госпиталях, перенёс две трепанации черепа. Осенью 1948 года вернулся к активным занятиям поэзией. Составлял композиции на литературные и политические темы для Радиокомитета, иногда с текстами для песен. В 1951—1952 годах Львом Озеровым и Давидом Самойловым был привлечён к поэтическому переводу, в частности, переводил Бертольда Брехта и Мирослава Крлежу.
Собственные стихи Слуцкого после войны долгое время не печатались. Лишь благодаря статье Ильи Эренбурга «О стихах Бориса Слуцкого» («Литературная газета», 28 июля 1956 года) вышла книга его стихотворений «Память», после чего он был принят в Союз писателей СССР (1957). По воспоминаниям Иосифа Бродского, первые публикации Слуцкого произвели на него сильное впечатление и повлияли на его решение стать поэтом.
Одно из первых публичных выступлений Слуцкого перед большой аудиторией состоялось в Центральном лектории Харькова в 1960 году и было организовано его другом — поэтом Львом Лившицем. Вместе с несколькими другими знаковыми поэтами 1960-х годов появился в эпизоде «Вечер в Политехническом музее» в фильме Марлена Хуциева «Застава Ильича» (читает со сцены стихи погибших на войне товарищей Павла Когана и Михаила Кульчицкого). В 1966 году подписал письмо двадцати пяти деятелей культуры и науки генеральному секретарю ЦК КПСС Л. И. Брежневу против реабилитации Сталина.
На собрании Союза писателей СССР 31 октября 1958 года Борис Слуцкий с осуждением публикации на Западе романа Бориса Пастернака «Доктор Живаго». Он, в частности, сказал: «Поэт обязан добиваться признания у своего народа, а не у его врагов. Поэт должен искать славы на родной земле, а не у заморского дяди. <…> Всё, что делаем мы, писатели самых различных направлений, — прямо и откровенно направлено на торжество идей коммунизма во всём мире. Лауреат Нобелевской премии этого года почти официально именуется лауреатом Нобелевской премии против коммунизма. Стыдно носить такое звание человеку, выросшему на нашей земле» (Из стенограммы).. Позднее Слуцкий постоянно выражал сожаление об этом эпизоде, говорил, что у него тогда «сработал механизм партийной дисциплины».
В феврале 1977 года умерла жена Слуцкого, Татьяна Борисовна Дашковская (1930—1977), много лет страдавшая от лимфомы. Для Слуцкого это стало настоящим ударом, от которого он уже не оправился. За три месяца он написал около двухсот стихотворений, в том числе обращённых к жене, — и замолчал как поэт до конца жизни.
Последние годы Слуцкий провёл в Туле у младшего брата Ефима; в течение продолжительного времени находился в психиатрической лечебнице. В публикациях своих произведений участия не принимал. Скончался 23 февраля 1986 года, похоронен на Пятницком кладбище в Москве (фото могилы). Спустя семь лет рядом с ним был похоронен его литературный душеприказчик Юрий Болдырев, опубликовавший во время перестройки более тысячи стихотворений Слуцкого и ещё многое другое, написанное «в стол».

### Награды
- 2 ордена Отечественной войны 1-й степени (20.05.1945; 11.03.1985)
- орден Отечественной войны 2-й степени (25.12.1944)
- орден Красной Звезды (12.01.1944)
- орден «Знак Почёта» (04.05.1979)
- орден «За храбрость» 2-й степени (Болгария)
- орден «Крест Грюнвальда» (Польша)
- медали

## Творчество
Слуцкий отличался крайней плодовитостью, каждый день писал по стихотворению, а в лучшие годы — по три-четыре в день. Стихи эти отличаются неровностью, среди известнейших — «Кёльнская яма» (1956), «Лошади в океане» (1956), «Физики и лирики» (1959), «Хозяин» (1962). В 2017 году в архивах были обнаружены несколько сотен неизвестных стихотворений Слуцкого, часть из которых увидела свет в журналах «Знамя», «Новый Мир», «Дружба народов», «Аврора», «Иерусалимский журнал».
После войны Слуцкий продолжал линию участников семинара Сельвинского на подрыв господствующей в то время гладкописи, шокируя литературный истеблишмент огрублённым видением мира, прозаическими бытовизмами, производившими впечатление сознательной депоэтизации. Рифма у него вызывающе упрощается и доходит иногда до полной тавтологичности, когда рифмуются омонимы и однокоренные слова. Для членения текста используются повторы и ассонансы, метафоры практически отсутствуют. Суровая мужественность при отсутствии патетики иногда оборачивается декларативностью, для снижения которой поэт прибегает к иронии. Ритмы, интонации, лексика максимально приближены к прозе, точнее — к разговорной речи. Иосиф Бродский приписывал Слуцкому коренной слом звучания советской поэзии:
Его стих был сгустком бюрократизмов, военного жаргона, просторечия и лозунгов. Он с равной лёгкостью использовал ассонансные, дактилические и визуальные рифмы, расшатанный ритм и народные каденции. Ощущение трагедии в его стихотворениях часто перемещалось, помимо его воли, с конкретного и исторического на экзистенциальное — конечный источник всех трагедий. Этот поэт действительно говорит языком XX века… Его интонация — жёсткая, трагичная и бесстрастная — способ, которым выживший спокойно рассказывает, если захочет, о том, как и в чём он выжил.
Дмитрий Быков так же ставит в заслугу Слуцкому создание универсальной поэтической интонации, с помощью которой можно рассказать о любом предмете — даже «про то, как человек от голода выедает мясо с собственной ладони» («Кёльнская яма»). Высокого мнения о Слуцком были другие поэты-фронтовики. Так, Александр Межиров считал его единственным крупным поэтом современности. Одним из великих поэтов послевоенного времени назвал Слуцкого Евгений Евтушенко.
Иосиф Бродский говорил с большой симпатией о Слуцком как о человеке, с интересом относился к его творчеству.

### Прижизненные издания
- Память: Книга стихов. — М.: Советский писатель, 1957. — 100 с. — 10 000 экз.
- Время. — М.: Молодая гвардия, 1959. — 126 с.; библ справка: Об авторе; пер. — 5000 экз.
- Сегодня и вчера. — М.: Молодая гвардия, 1961. — 184 с.
  - Сегодня и вчера. — М.: Молодая гвардия, 1963. — 184 с.; пер. — 25 000 экз.
- Работа: 4-я книга стихов. — Посвящение на 2 стр.: Татьяне дашковской. — М.: Советский писатель, 1964. — 152 с.; Супер. облож. — 20 000 экз.
- Избранная лирика. — М.: Молодая гвардия, 1965. — 32 с.
- Память: Стихи 1944—1968. — М.: Художественная литература, 1969. — 287 с.
- Современные истории: Новая книга стихов. — М.: Молодая гвардия, 1969. — 160 с.; портр. — 50 000 экз.
- Годовая стрелка. — М.: Советский писатель, 1971. — 167 с.
- Доброта дня: Новая книга стихов. — М.: Современник, 1973. — 167 с.
- Продлённый полдень. — М.: Советский писатель, 1975. — 158 с.
- Время моих ровесников. — М.: Детская литература, 1977. — 159 с.
- Неоконченные споры. — М.: Советский писатель, 1978. — 232 с.
- Избранное: Стихи 1944—1977. — М.: Художественная литература, 1980. — 366 с.
- Сроки: Стихи разных лет. — М.: Советский писатель, 1984. — 143 с.

### Посмертные издания
- Стихи разных лет: из неизданного, 1988
- Стихотворения. — Сост. с научн. подгот. текста Ю. Болдырева и Е. Евтушенко. — М.: Худож. литература, 1989. — 478 с.; 25 000 экз. (Б-ка советской поэзии)
- Судьба, 1990
- Я историю излагаю…, 1990
- О других и о себе, 1991
- Теперь Освенцим часто снится мне…, 1999
- Записки о войне: Стихотворения и баллады, 2000
- Странная свобода: Книга стихов, 2001
- Без поправок…, 2006
- Лошади в океане, 2011
- 100 стихотворений, 2018
- Снова нас читает Россия…, 2019
- О других и о себе, 2019

### Собрание сочинений
- Собрание сочинений в 3 т. Сост. с науч. подгот. текста, коммент. Ю. Болдырева. — М.: Художественная литература, 1991
  - Т. 1: Стихотворения, 1939—1961.
  - Т. 2: Стихотворения, 1961—1972.
  - Т. 3: Стихотворения, 1972—1977.